# 李明清
李明清（1965年6月—），男，汉族，重庆江津人，中华人民共和国政治人物。现任中共重庆市委副书记，重庆市人大常委会副主任、党组副书记。中国共产党第二十届中央委员会候补委员。

## 生平

### 早年（1980-2007）
李明清于1980年9月至1983年7月在四川省江津县（今重庆市江津区）的江津师范学校学习，1983年7月开始在四川省江津县四牌坊小学任教，后转入江津县教委工作，历任干部以及初教科、普教科副科长。1993年4月，他调任江津市委办公室综合科科长，并挂职担任幾江鎮党委副书记。1996年8月，他升任江津市委办公室副主任，后于1997年6月进入重庆市江津市委工作，期间于1997年11月至1998年10月借调至重庆市体改委规划处工作。
1998年10月，李明清正式调入重庆市体改委，任办公室主任。2000年11月，他转任重庆市政府研究室人事秘书处处长，并于2003年2月起至2007年10月担任重庆市万盛区委常委、组织部部长一职。在此期间，从2006年8月开始，李明清被抽调到重庆市委组织部工作，一直到2007年10月卸任其在万盛区的职务为止。

### 重庆市委组织部（2007-2014）和南川区（2014-2018）
2007年10月，李明清正式进入重庆市委组织部工作，担任部务委员，后于2009年8月升任市委组织部副部长，期间兼任多个职务，包括市委当代党员杂志社社长、万盛经开区党工委书记等。2014年8月出任重庆市南川区委书记。

### 晋升副部级
2018年1月调任重庆市政府副市长，并继续兼任南川区委书记。2018年3月起正式担任重庆市政府副市长、党组成员。2021年7月任中共重庆市委常委、秘书长、办公厅主任。
2022年2月，李明清任重庆市人民政府常务副市长。同年5月升任中共重庆市委副书记。同年6月起至翌年2月兼任市委政法委书记。
2025年1月，当选为重庆市人大常委会副主任。